# Skibby Kommune
| Strukturdaten       | Strukturdaten         |
| ------------------- | --------------------- |
| Sitz der Verwaltung | Skibby                |
| Fläche              | 79,93 km²             |
| Einwohner           | 6.684 (2004)          |
| Kommune seit 2007   | Frederikssund Kommune |

Skibby Kommune war bis Dezember 2006 eine dänische Kommune im damaligen Frederiksborg Amt auf der Insel Seeland. Seit Januar 2007 ist sie zusammen mit der „alten“ Frederikssund Kommune, der Jægerspris Kommune und der Slangerup Kommune (ohne den Wahlbezirk Uvelse) Teil der neuen Frederikssund Kommune.